# DJ Hell

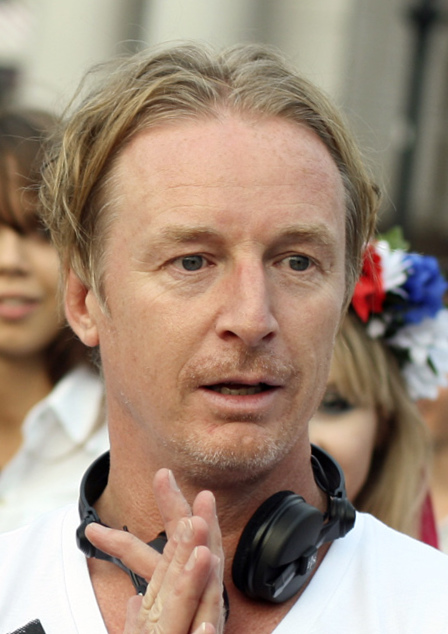

Helmut Josef Geier, profissionalmente conhecido como DJ Hell (nascido em 6 de setembro de 1962 em Munique) DJ de música  techno da Alemanha.
Ele é o CEO do selo Gigolo Records e tem sido responsável por muitas das principiais gravações do electroclash que surgiu em Berlim em meados dos anos 1990. Ele é visto como o iniciador do movimento musical revival dos anos 1980 que surgiu em Munique, sua cidade natal, nesta mesma época, e que mais tarde influenciaria o electroclash europeu.